# Admiral Vladivostok
HK Admiral (russisk: Хоккейный клуб «Адмирал», tr. Khokkejnyj klub «Admiral», dansk: Hockeyklubben Admiral) er en professionel russisk ishockeyklub fra Vladivostok, der spillede i den Kontinentale Hockey-Liga (KHL) fra 2013 til 2020, og den spillede sine hjemmekampe i Fetisov Arena, der har plads til 7.500 tilskuere.
Klubben blev etableret i 2013, hvor den blev optaget i KHL som et ekspansionshold. Den var KHL's østligste hold, og var et af kun to hold i ligaen, der havde hjemme i Russisk fjernøsten.
Klubben kvalificerede sig til slutspillet om Gagarin-pokalen i tre af sine første fire sæsoner i KHL, men tabte i alle tre tilfælde i første runde af slutspillet.
Efter sæsonen 2019-20 meddelte HK Admiral, at den trak sig fra KHL. Årsagen var, at Primorskij kraj i forbindelse med COVID-19-pandemien havde besluttet at suspendere støtten til professionelle sportshold og i stedet anvende de sparede midler til at bekæmpe spredningen af COVID-19. Klubbens hovedsponsor var på grund af pandemien kommet i økonomiske problemer, hvorfor den ikke var i stand til at finansiere Admiral i et omfang, så klubben kunne opfylde KHL's krav til spillernes mindsteløn. Organisationen bag holdet videreførte imidlertid resten af sine aktiviteter, herunder Admirals sportsskole og MHL-holdet MHK Tajfun. Men den meddelte kort efter, at den forventede at være tilbage i ligaen igen i sæsonen 2021-22.

## Historie
Beboerne i Primorskij kraj fik lov til at vælge klubbens navn i en internetafstemning. Afstemningen blev vundet af "Admiral", der fik 72,2 % af stemmerne, foran "Kassatki" (spækhugger) med 24,7 % og "Forpost" (forpost) med 3 %.
Den 17. juni 2013 blev der gennemført et "expansion draft" i den Kontinentale Hockey-Liga, hvor den nye klub fra Vladivostok kunne vælge én spiller fra hver af de andre russiske klubber i ligaen, bortset fra Lokomotiv Jaroslavl, der fortsat var under genopbygning efter flystyrtet i Jaroslavl 2011. De andre klubber havde inden da udfærdiget en liste med fem spillere, som Admiral kunne vælge fra. Admiral måtte endvidere højst vælge syv udenlandske spillere, herunder maks. én målmand. Klubben endte med at vælge 19 spillere, deriblandt én målmand. Den 1. august 2013 blev udseendet af klubben spilledragt bestemt, idet valgmuligheden med en mørkeblå dragt med et anker på brystet valgtes ved en afstemning.
Admiral Vladivostok spillede sin første ligakamp i KHL den 6. september 2013 mod lokalrivalerne fra Amur Khabarovsk. Det første mål i klubbens historie blev scoret af den svenske forward Nicklas Bergfors, og kampen endte med en Admiral-sejr på 4-3 efter straffeslagskonkurrence. Den 2. december 2013 fyrede Vladivostok sin første træner, Hannu Jortikka, på grund af en konflikt med klubbens ledelse. Tre dage senere meddelte Admiral, at en af spillerne fra Sovjetunionens guldhold fra de olympiske vinterlege i 1988, Sergej Svetlov, ville overtage ansvaret som cheftræner.
I den første sæson sluttede klubben på fjerdepladsen Tjernysjov-divisionen og kvalificerede sig dermed til slutspillet om Gagarin-pokalen, hvor det tabte i første runde til Metallurg Magnitogorsk med 2-4 i kampe.
I den efterfølgende sommerpause offentliggjorde klubben, at Dušan Gregor ville blive den tredje træner i klubbens historie.

## Titler og bedrifter

### KHL

#### Gagarin-pokalen
- Konference-kvartfinalist (3): 2013-14, 2015-16, 2016-17.

#### Konferencetitler
- Ingen

#### Divisionstitler
- Ingen

## Sæsoner
| Sæson   | Grundspil                              | Grundspil                              | Grundspil                              | Grundspil                              | Grundspil                              | Grundspil                              | Grundspil                              | Grundspil                              | Grundspil                              | Slutspil                                              |
| Sæson   | Division                               | Plac.                                  | K                                      | V                                      | Vo                                     | To                                     | T                                      | Målscore                               | Point                                  | Slutspil                                              |
| ------- | -------------------------------------- | -------------------------------------- | -------------------------------------- | -------------------------------------- | -------------------------------------- | -------------------------------------- | -------------------------------------- | -------------------------------------- | -------------------------------------- | ----------------------------------------------------- |
| KHL     |                                        |                                        |                                        |                                        |                                        |                                        |                                        |                                        |                                        |                                                       |
| 2013-14 | Tjernysjov                             | 4/7                                    | 54                                     | 21                                     | 5                                      | 5                                      | 23                                     | 135-129                                | 78                                     | Konference-kvartfinalist (Metallurg Magnitogorsk 2-4) |
| 2014-15 | Tjernysjov                             | 5/7                                    | 60                                     | 20                                     | 8                                      | 4                                      | 28                                     | 162-172                                | 80                                     | Ikke kvalificeret                                     |
| 2015-16 | Tjernysjov                             | 4/7                                    | 60                                     | 25                                     | 8                                      | 4                                      | 23                                     | 157-163                                | 95                                     | Konference-kvartfinalist (Sibir Novosibirsk 1-4)      |
| 2016-17 | Tjernysjov                             | 4/8                                    | 60                                     | 24                                     | 3                                      | 8                                      | 25                                     | 147-153                                | 86                                     | Konference-kvartfinalist (Avangard Omsk 2-4)          |
| 2017-18 | Tjernysjov                             | 6/7                                    | 56                                     | 16                                     | 5                                      | 5                                      | 30                                     | 120-145                                | 63                                     | Ikke kvalificeret                                     |
| 2018-19 | Tjernysjov                             | 6/7                                    | 62                                     | 18                                     | 5                                      | 5                                      | 34                                     | 139-176                                | 51                                     | Ikke kvalificeret                                     |
| 2019-20 | Tjernysjov                             | 6/6                                    | 62                                     | 16                                     | 10                                     | 4                                      | 32                                     | 126-177                                | 56                                     | Ikke kvalificeret                                     |
| 2020-21 | Deltog ikke pga. økonomiske problemer. | Deltog ikke pga. økonomiske problemer. | Deltog ikke pga. økonomiske problemer. | Deltog ikke pga. økonomiske problemer. | Deltog ikke pga. økonomiske problemer. | Deltog ikke pga. økonomiske problemer. | Deltog ikke pga. økonomiske problemer. | Deltog ikke pga. økonomiske problemer. | Deltog ikke pga. økonomiske problemer. | Deltog ikke pga. økonomiske problemer.                |
| 2021-22 | Tjernysjov                             | 6/6                                    | 49                                     | 11                                     | 4                                      | 5                                      | 29                                     | 188-150                                | 35                                     | Ikke kvalificeret                                     |
| 2022-23 | Tjernysjov                             | 4/6                                    | 68                                     | 21                                     | 12                                     | 9                                      | 26                                     | 131-139                                | 75                                     | Konferencesemifinalist (Ak Bars Kazan 2-4)            |

## Trænere
| Træner                 | Periode                             |
| Hannu Jortikka         | Juni - 1. december 2013             |
| Sergej Svetlov         | 5. december 2013 - 28. april 2014   |
| Dušan Gregor           | 21. maj - 20. november 2014         |
| Sergej Sjepelev        | 20. november 2014 - maj 2015        |
| Aljaksandr Andryjewski | 8. juni 2015 - oktober 2017         |
| Fredrik Stillman       | 10. oktober - 28. december 2017     |
| Andrej Rasin           | 28. december 2017 - 13. januar 2018 |
| Oleg Leontjev          | 14. januar 2018 - 1. juli 2018      |
| Sergej Svetlov         | Siden 1. juli 2018                  |